# Электроника ИМ-04
«Электроника ИМ-04. Весёлый повар» — электронная игра, одна из серии первых советских портативных электронных игр с жидкокристаллическим экраном, производимых под торговой маркой «Электроника». Клон игры Nintendo FP-24 Chef из серии Nintendo Game & Watch.

## Описание игры
Игра «Весёлый повар» предназначена для детей 7-16 лет.
Действие происходит на кухне, где повар готовит еду. В руках у него сковорода и он должен так быстро и ловко подставлять сковороду под падающие продукты, чтобы ничего не упало на пол. За поваром внимательно следит мышка. Если повар успевает вовремя поймать падающую сосиску, котлету, рыбу или птицу, счет игры возрастает на одно очко. В противном случае, если что-то из продуктов упадет на пол и станет добычей мышки, то игрок получит штрафное очко. После получения трех штрафных очков игра заканчивается. Если игрок наберет 200 или 500 очков и у него есть штрафные очки, то они исчезают.
С поваром в ловкости соперничает кот, который пытается словить на лету кусочек пищи и тем самым помешать повару заработать очко.

## Фотографии

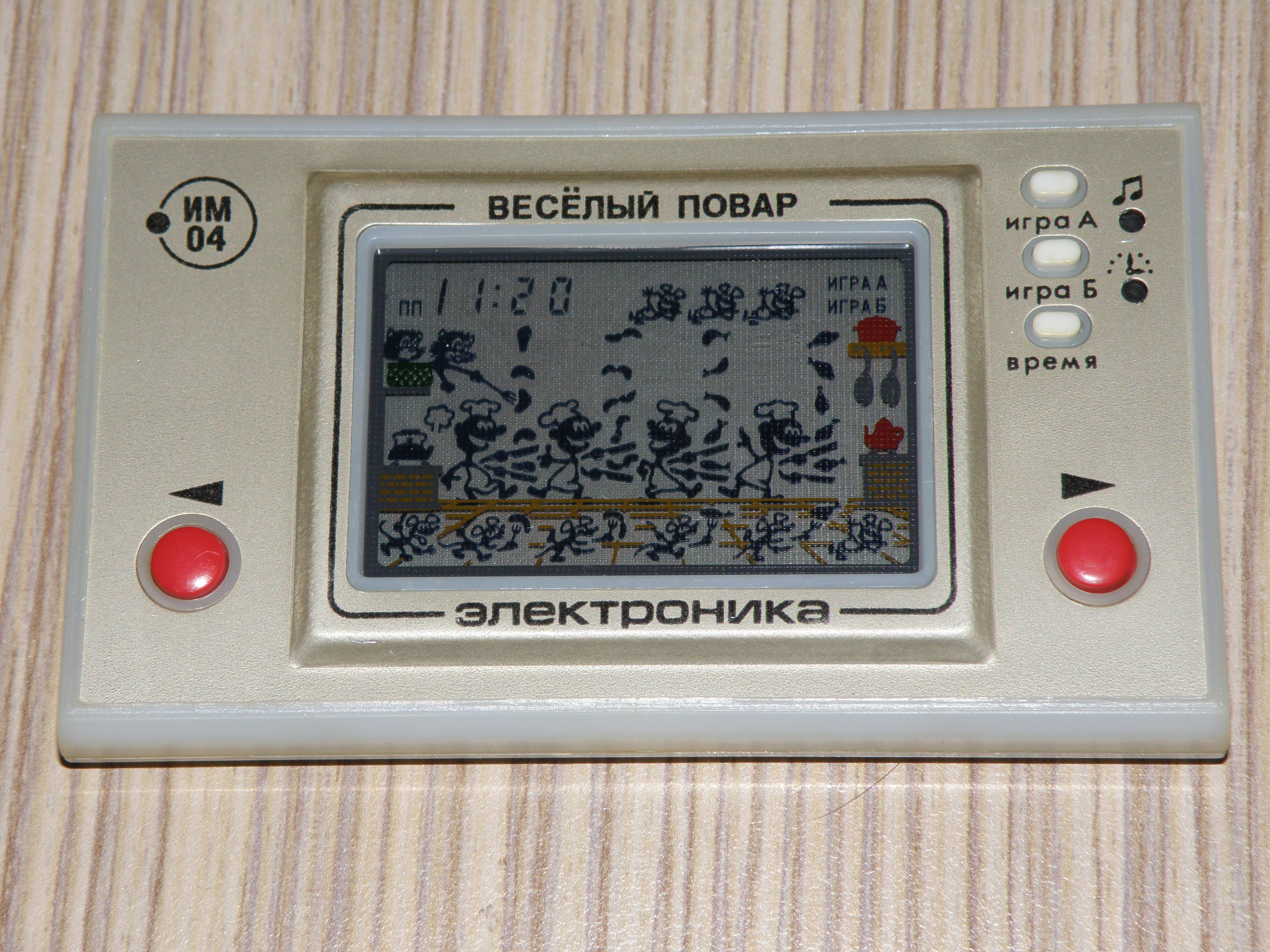
Лицевая сторона игры Электроника ИМ-04 Весёлый повар
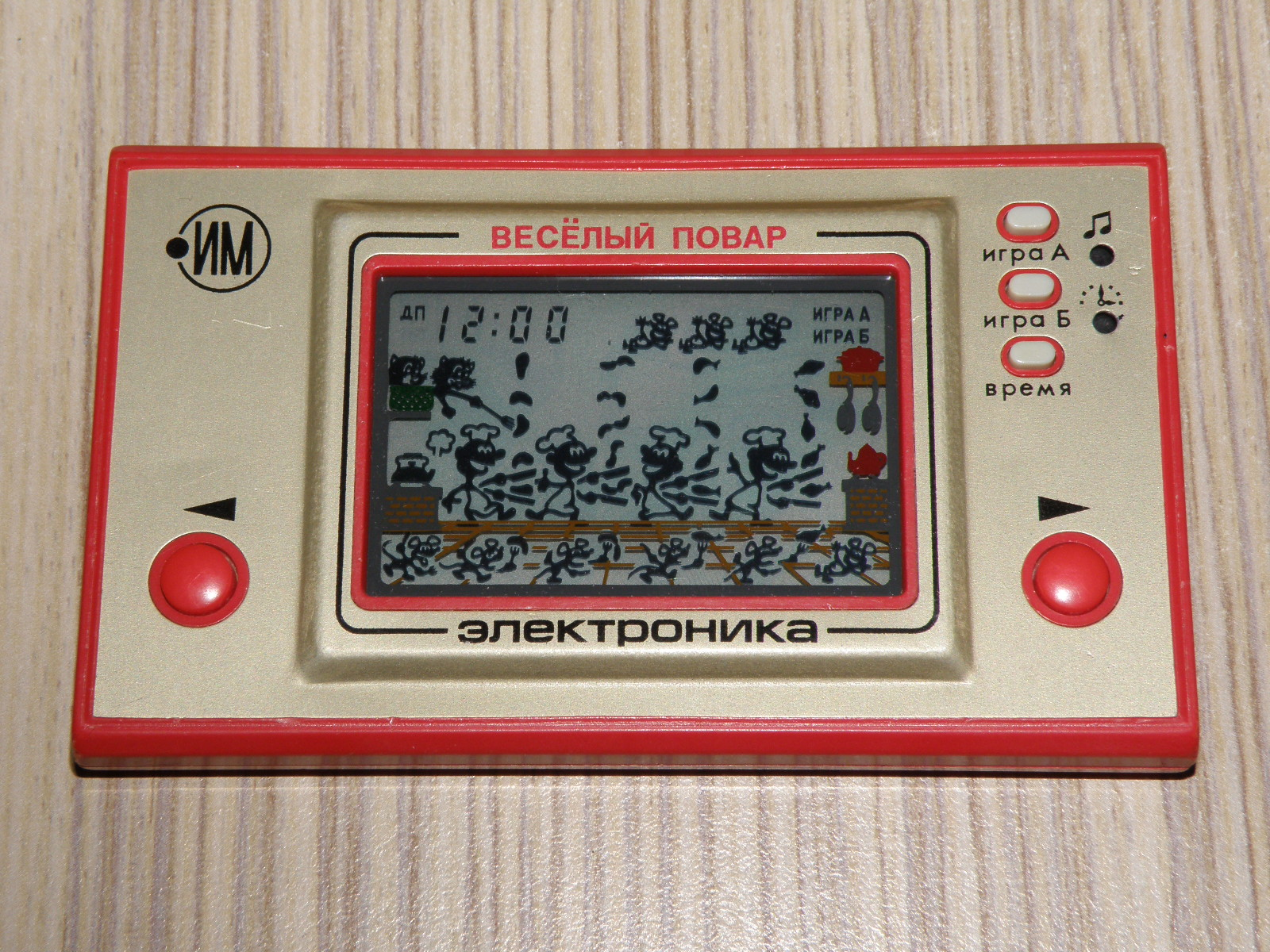
Лицевая сторона игры Электроника ИМ-04 Весёлый повар
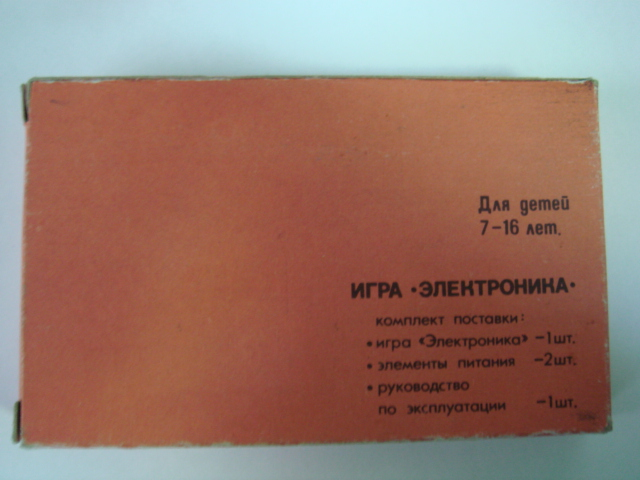